# Fundamenta Mathematicae
Fundamenta Mathematicae – czasopismo matematyczne założone w 1920 w Warszawie przez polskich matematyków Zygmunta Janiszewskiego, Stefana Mazurkiewicza i Wacława Sierpińskiego, członków warszawskiej szkoły matematycznej.
Współcześnie czasopismo wydawane jest przez Instytut Matematyki PAN, ISSN:
0016-2736(p) 1730-6329(e). Wszystkie publikowane w nim artykuły są indeksowane i opisywane w Mathematical Reviews i ZbMATH Open.

## Tematyka i komitet redakcyjny
Pismo publikuje oryginalne prace badawcze w zakresie teorii mnogości, logiki matematycznej i podstaw matematyki, topologii i jej powiązań z algebrą oraz układów dynamicznych.
W składzie Komitetu Redakcyjnego czasopisma znajdywali się (2023): Piotr Achinger, Alexander Dranishnikov, William G. Dwyer, Stefan Jackowski, Tadeusz Januszkiewicz, Alexander Kechris, Piotr Koszmider, Karol Krzyżewski, Jean Lannes, Witold Marciszewski, Jan van Mill, Michał Misiurewicz, Jan Mycielski, Ludomir Newelski, Piotr W. Nowak, David Preiss, Józef Przytycki, Feliks Przytycki, Saharon Szelach, Ja’akow Sinaj, Sławomir Solecki, Stevo Todorčević, Henryk Toruńczyk oraz James E. West.

## Historia
Fundamenta Mathematicae było pierwszym specjalistycznym czasopismem matematycznym początkowo poświęconym wyłącznie teorii mnogości i jej zastosowaniom. Idea utworzenia czasopisma naukowo-badawczego o zakresie ograniczonym do jednej lub kilku dziedzin matematyki była sformułowana przez Zygmunta Janiszewskiego w 1918 na łamach periodyku „Nauka Polska”. Założycielami nowego pisma byli Janiszewski, Mazurkiewicz i Sierpiński, którzy zdefiniowali je jako poświęcone teorii mnogości i jej zastosowań oraz powiązanych problemów oraz publikowaniu artykułów w językach używanych na forach międzynarodowych.
Pierwszy numer pisma ukazał się w 1920 i jest uznawany za inaugurację polskiej szkoły matematycznej. Tom ten zawierał artykuły napisane (w języku francuskim) przez polskich matematyków: Banacha, Janiszewskiego, Kuratowskiego, Mazurkiewicza, Ruziewicza, Sierpińskiego, Steinhausa oraz Wilkosza.
Janiszewski zmarł przed ukazaniem się pierwszego tomu i redaktorami pierwszych tomów byli Mazurkiewicz i Sierpiński. Do 1928 współpracowali z nimi Stanisław Leśniewski i Jan Łukasiewicz, a od 1928 Kazimierz Kuratowski pełnił funkcję sekretarza redakcji.
Czasopismo szybko uzyskało uznanie społeczności matematycznej i w 1936 J.D. Tamarkin stwierdził, że czasopismo osiągnęło międzynarodowe uznanie i współpracę, a jego historia stała się historią nowoczesnej teorii funkcji i zbiorów.
W okresie II Rzeczypospolitej ukazały się 32 tomy czasopisma, w których opublikowano 915 artykułów badawczych, z czego 624 były napisane przez polskich matematyków. Większość tych publikacji była napisana w języku francuskim (66%), znacznie mniejsza część była po niemiecku (18%), angielsku (14%) czy też włosku (1%).
Zaraz po zakończeniu wojny, w 1945, polscy matematycy wydali tom 33 Fundamenta Mathematicae (zawierający głównie wyniki uzyskane przed wojną). Edward Marczewski tak opisał to wydarzenie w 1969:
W końcu grudnia przeżyliśmy moment wielkiego wzruszenia: ukazał się tom 33 „Fundamentów”, pierwszy po wojnie tom polskiego czasopisma matematycznego. Zawierał on prace, które w drukarni znalazły się jeszcze przed wojną, a także prace pisane podczas wojny i po jej zakończeniu. Wśród nich jedna, na której napisano: Wrocław. Drukowano ten tom w Drukarni Uniwersytetu Jagiellońskiego – jak wszystkie w ogóle tomy „Fundamentów”. Drukiem opiekował się prof. Knaster, który ostatnie miesiące 1945 r. dzielił między Kraków i Wrocław.
(Praca, na której napisano: „Wrocław”, była autorstwa Marczewskiego.) 
Zdecydowana większość powojennych artykułów została napisana po angielsku. Po wojnie zwiększył się też udział autorów spoza Polski publikujących w Fundamenta Mathematicae: w tomach 33-100 ukazało się 1735 artykułów, z czego tylko 636 było napisanych przez polskich matematyków.
Czasopismo ukazuje się nieprzerwanie do dzisiaj (zeszyt 3 tomu 263 ukazał się w 2023 roku). 